# Кім Малкі
Кім Малкі (англ. Kim Mulkey, 17 травня 1962) — американська баскетболістка.
Олімпійська чемпіонка 1984 року.
Срібна призерка Чемпіонату світу 1983 року.
Переможець Панамериканських ігор 1983 року.
Переможниця Кубка Р. Вільяма Джонса 1984 року.